# Lucas (Fußballspieler, Juli 1992)
Lucas (* 22. Juli 1992 in Osasco; mit vollem Namen Lucas Alves de Araújo), auch bekannt als Lucas Alves oder Lucão, ist ein brasilianischer Fußballspieler auf der Position des Innenverteidigers.

## Karriere
Lucas spielte in der Jugend für den Nacional AC und wechselte anschließend zu SC Corinthians. Dort rückte er zur Série A 2011 von der Jugend auf, hatte jedoch keine Chance auf Einsätze in der ersten Mannschaft. Aufgrund dessen wurde er in den folgenden zwei Jahren an diverse brasilianische Vereine verliehen. Während er bei AA Flamengo und dem Olaria AC einsatzlos blieb, kam er am 4. September 2012 im Trikot des Ipatinga FC zu einem Einsatz in der Série B. Im März 2013 wurde Lucas an Atlético Goianiense verliehen und kam zu zwei Einsätzen.
Im Januar 2014 wurde er fest von Athletico Paranaense verpflichtet. Zur Rückrunde der Saison 2014/15 wechselte er zum deutschen Zweitligisten VfR Aalen. Am 6. April 2015 gab er bei der 0:1-Niederlage beim Bahlinger SC sein Debüt für die zweite Mannschaft in der Oberliga Baden-Württemberg. Sein zu Saisonende auslaufender Vertrag wurde nicht verlängert. Im Juli 2015 nahm ihn der Schweizer Zweitligist FC Biel-Bienne unter Vertrag. Nach dessen Zwangsabstieg nach der Saison 2015/16 schloss sich Lucas Mitte August 2016 dem FC Le Mont-sur-Lausanne an, der ebenfalls in der Challenge League spielte.
Im Januar 2017 wechselte er zum FC Luzern in die Super League, bei dem er einen Vertrag bis Ende Juni 2020 unterschrieb. Dieser wurde im Februar 2020 bis 2022 verlängert. Zur Saison 2021/22 wechselte er zum Al-Tai FC. Nach ausbleibenden Gehaltszahlungen löste Lucas Anfang Februar 2022 seinen Vertrag auf und schloss sich rund zwei Wochen später dem griechischen Erstligisten PAS Lamia an. Nach Stationen beim al-Nasr SC und Portimonense SC spielt der Verteidiger seit 2023 für Dinamo Bukarest.